# MiG-25
MiG-25 (ros. МиГ-25, oznaczenie NATO: „Foxbat”) – radziecki samolot naddźwiękowy osiągający prędkość maksymalną odpowiadającą liczbie Macha równej 2,83. Produkowany w głównych wersjach samolotu rozpoznawczo-bombowego latającego na dużych wysokościach oraz ciężkiego myśliwca przechwytującego.
Produkcję seryjną rozpoczęto na początku 1969 roku. Ogółem wyprodukowano 1190 MiG-25 – przechwytujące MiG-25 P oraz rozpoznawczo-bombowe MiG-25 R, w kilkunastu wersjach aż do zakończenia produkcji w 1984 roku.

## Konstrukcja

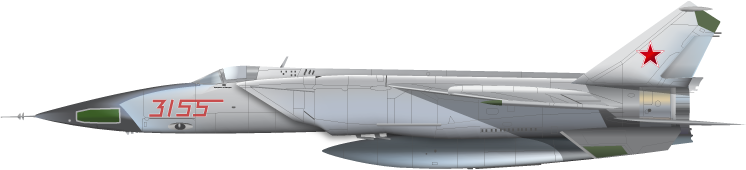
Prototyp MiG-25

Samolot jest naddźwiękowym jednomiejscowym, dwusilnikowym górnopłatem w układzie klasycznym. Wykonany całkowicie ze stopów duralowo-stalowych, z elementami tytanowymi w miejscach narażonych na działanie wysokich temperatur. Kadłub samolotu z przodu jest owalny przechodząc stopniowo w przekrój zbliżony do prostokąta, regulowane wloty powietrza znajdują się po bokach kadłuba. Kabina pilota hermetyzowana z fotelem wyrzucanym typu KM-1, ruchoma część osłony kabiny odchylana w prawo. Skrzydła samolotu mają skos 40° i ujemny wznios -4°. Usterzenie poziome płytowe, pionowe podwójne, z tyłu kadłuba znajduje się spadochron hamujący. Paliwo znajduje się w czterech zbiornikach w kadłubie i w dwóch skrzydłowych. Podwozie przednie dwukołowe składane i chowane do przodu kadłuba, koła podwozia tylnego pojedyncze o średnicy ok. 1,2 m.
Samolot napędzany jest dwoma silnikami R-15, każdy o ciągu ok. 75 kN bez dopalania, z dopalaniem 110 kN. Każdy z silników ma około 1,5 metra średnicy i 6 m długości. Dla dodatkowego zwiększenia ciągu w silnikach stosuje się wtrysk wody z metanolem. Samolot wyposażony jest w celownik radiolokacyjny i wyposażenie do lotów bez widzialności. Wersje rozpoznawcze wyposażone w aparaty fotograficzne i systemy rozpoznania elektronicznego i radiowego.

## Historia
Prace nad samolotem rozpoczęto w biurze konstrukcyjnym MiG pod koniec lat 50. XX wieku pod wewnętrznym oznaczeniem Je-155 (ros. Е-155). Formalną podstawą do ich prowadzenia stało się postanowienie KC KPZR i Rady Ministrów ZSRR z 17 lutego 1961 roku zobowiązujące biuro MiG do skonstruowania szybkiego wysokościowego samolotu myśliwskiego przechwytującego i rozpoznawczego Je-155. Jako pierwszy zbudowano pierwszy prototyp wersji rozpoznawczej Je-155R-1, który oblatał 6 marca 1964 roku w Żukowskim pilot Aleksandr Fiedotow. 9 września 1964 roku oblatano pierwszy prototyp myśliwca Je-155P-1, a w kolejnym roku drugie prototypy obu wersji. Na skutek prób wprowadzono w dalszych samolotach ujemny wznios skrzydeł 5°, powiększono usterzenie pionowe i zmniejszono płetwy podkadłubowe. Od grudnia 1965 do kwietnia 1970 roku prowadzono wspólne próby fabryczne i państwowe wersji myśliwskiej, podczas których po raz pierwszy zestrzeliła cel w 1969 roku. Od października 1966 roku prowadzono natomiast próby państwowe wersji rozpoznawczej. Zaawansowanie techniczne samolotu wymusiło długi  cykl prób i budowę dalszych egzemplarzy. W latach 1966–1968 roku powstały dalsze cztery przedseryjne samoloty rozpoznawcze i dziewięć myśliwców w zakładzie seryjnym nr 21 w Gorkim. 30 października 1967 roku Je-155P-1 uległ katastrofie (pilot I. Lesnikow zginął); do 1973 roku zginęło jeszcze przynajmniej czterech pilotów. W 1969 roku, jeszcze przed ukończeniem programu prób, samolot w wersjach rozpoznawczej i myśliwskiej skierowano do produkcji seryjnej pod oznaczeniem MiG-25.
W latach 1966 i 1967 na wersji rekordowej Je-266 (Е-266) ustalono światowe rekordy prędkości i wysokości. Kolejna, ulepszona wersja rekordowa to Je-266M (Е-266M) z silnikami R-266 (Р-266) z ciągiem 140 kN każdy.

### Wersje rozpoznawcze i bombowe
Pierwszą wersją rozpoznawczą, skierowaną do produkcji w 1969 roku był MiG-25R – samolot rozpoznania fotograficznego i radioelektronicznego ogólnego. Wyposażony był w zestaw aparatów fotograficznych do zdjęć w dzień (ogólnych i szczegółowych) lub zamiennie w nocy oraz wyposażenie do rozpoznawania stacji radiolokacyjnych pracujących impulsowo (stacje rozpoznawcze SRS-6 lub SRS-7). Wymienne stacje rozpoznawcze różniły się zakresami długości fal wykrywanych radarów i mogły rozpoznawać radary w odległości do 450 km w bok od trasy samolotu, z błędem kołowym lokalizacji od 10 do 30 km. Do fotografowania nocnego mógł przenosić osiem bomb błyskowych FOTAB-100-80. Produkowany był w latach 1969-71.
Ulepszonym wariantem o zwiększonych możliwościach stał się rozpoznawczo-bombowy MiG-25RB, produkowany w latach 1971-73. Oprócz wyposażenia rozpoznawczego, mógł on przenosić do ośmiu bomb o masie 500 kg na czterech zamkach pod skrzydłami i kadłubem, których zrzutem kierował system automatyczny SUSAB. Mógł on zrzucać bomby lecąc na wysokości 20 km z prędkością 2500 km/h, w tym przypadku następowało to na 38,8 km przed celem. Do wersji RB przebudowywano podczas remontów samoloty wersji R.
Rozwinięciem wersji rozpoznawczo-bombowej był MiG-25RBW, w którym stację rozpoznania radioelektronicznego SRS-6 zastąpiono stacją SRS-9 Wiraż (litera W w oznaczeniu). Produkowano je od 1973 do 1982 roku, przy czym przez ostatnie trzy lata tylko na eksport. Do tego standardu doprowadzano też wcześniejsze wersje.
Produkowany równolegle w latach 1974-1980 MiG-25RBK miał zamiast stacji SRS-9 stację rozpoznania radioelektronicznego szczegółowego Kub-3M (litera K w oznaczeniu). Dokładność lokalizacji rozpoznawanych radarów wynosiła od 2 do 10 km, a odległość rozpoznawania do 450 km w bok od trasy samolotu. Zmodernizowaną wersją była MiG-25RBK, powstająca tylko w drodze przebudowy samolotów RBK od 1981 roku, wyposażona w stację rozpoznania radioelektronicznego szczegółowego F-25S (Szar-25S), z zastosowanymi ulepszeniami samolotów drugiej generacji.
MiG-25RBS, produkowany w latach 1974-77, był wersją rozpoznania radiolokacyjnego, wyposażony w stację radiolokacyjną obserwacji bocznej Sabla (ros. Сабля, litera S w oznaczeniu) z syntetyczną aperturą i topograficzny aparat fotograficzny A/Je-10. Rozpoznanie radiolokacyjne można było prowadzić na odległość ok. 50 km w bok od toru lotu. Zmodernizowaną wersją była MiG-25RBSz, powstająca tylko w drodze przebudowy samolotów RBS w latach 80, wyposażona w stację radiolokacyjną Szompoł, z zastosowanymi ulepszeniami samolotów drugiej generacji.
Ulepszoną wersją rozpoznawczo-bombową drugiej generacji był MiG-25RBT, produkowany w latach 1979-82. Wyposażony był w stację rozpoznania radioelektronicznego ogólnego SRS-13 Tangaż i ulepszony system celowniczo-nawigacyjny Peleng-2. Możliwe było uzyskanie dokładności zrzutu bomb w odległości do 400 m od celu zamiast 800 m. Do tego standardu modernizowano też samoloty wersji RBW.
Ogółem w latach 1969-1982 powstały 233 samoloty wersji rozpoznawczych i rozpoznawczo-bombowych.
Wersja MiG-25RU była dwumiejscową nieuzbrojoną wersją szkolno-treningową dla pilotów samolotów rozpoznawczo-bombowych, produkowaną w latach 1972-82 w liczbie 48 sztuk. Drugą kabinę instruktora umieszczono niżej w przebudowanym nosie kadłuba.
Do rodziny samolotów rozpoznawczo-bombowych należał też wariant przełamywania obrony powietrznej MiG-25BM, uzbrojony w cztery samonaprowadzające się pociski przeciwradarowe Ch-58UM i wyposażony w aparaturę Sycz-M wykrywającą stacje radiolokacyjne i programującą pociski. Zachowano na nim też możliwość przenoszenia bomb, z aparaturą Peleng-2M. Produkowany był w latach 1982-85 w liczbie 40 sztuk, a oficjalnie przyjęty na uzbrojenie w 1988 roku.
Istniały też małoseryjne wersje specjalistyczne powstające jedynie w drodze przebudowy samolotów wcześniejszych wersji. MiG-25MR był samolotem rozpoznania meteorologicznego (kilka sztuk powstałych z przebudowy RB). MiG-25RR była wersją rozpoznania radiacyjnego, powstałą z przebudowy RBW, wyposażoną m.in. w zasobnik analizujący skażenie powietrza.

### Wersje myśliwskie
Produkcja seryjna wersji myśliwskiej MiG-25P (P od pieriechwatczyk – myśliwiec przechwytujący) rozpoczęła się w zakładzie w Gorkim w 1971 roku. Formalnie przyjęto ją na uzbrojenie 13 kwietnia 1972 roku, a w 1973 roku ukończono próby wojskowe. Była ona wyposażona w radar RP-25 Smiercz-2A i aparaturę automatycznego naprowadzania na cel oraz przenosiła cztery pociski R-40.
W listopadzie 1976 roku władze zdecydowały o modernizacji wyposażenia myśliwca i w 1978 roku pojawiła się wersja MiG-25PD (D od dorabotannyj – dopracowany). Miała ona radar Sapfir-25 o lepszych parametrach i mogła przenosić także pociski bliskiego zasięgu R-60 dla samoobrony. W latach 1979–82 podczas remontów doprowadzano do tego standardu samoloty MiG-25P, noszące oznaczenie MiG-25PDS. Istniały też nieliczne odmiany MiG-25PDSG z aparaturą zakłócającą walki elektronicznej oraz MiG-25PDZ z instalacją do tankowania powietrzu. Wersje myśliwskie produkowano do 1984 roku.
Wersja MiG-25PU była dwumiejscową nieuzbrojoną wersją szkolno-treningową, analogiczną do wersji MiG-25RB, z drugą kabiną instruktora umieszczoną niżej w przebudowanym nosie kadłuba zamiast radaru. Produkowano je od 1971 roku.

## Zastosowanie

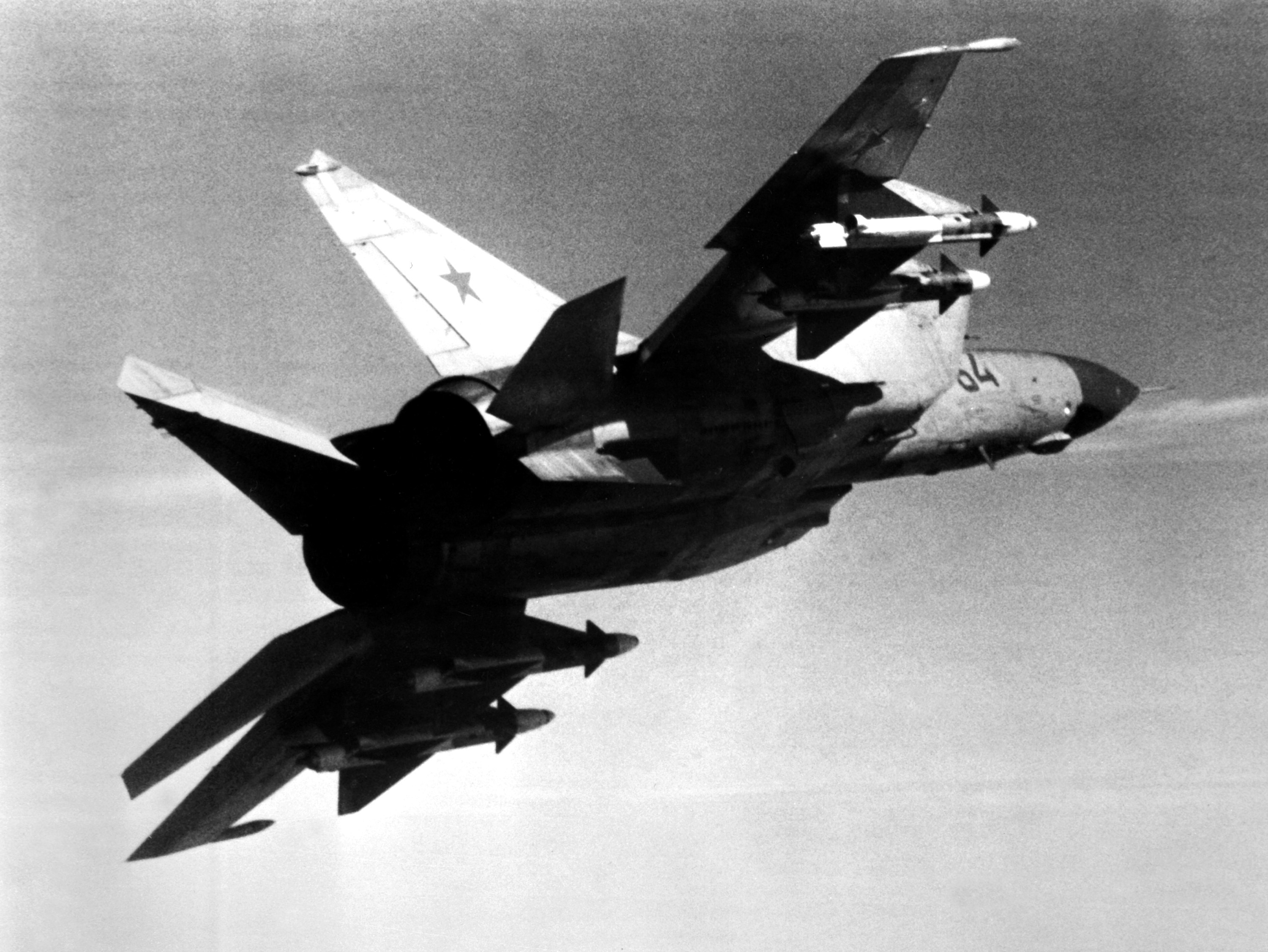
MiG-25PD w locie

Samolot najpierw trafił do służby w lotnictwie radzieckim w wersji rozpoznawczej w 1969 roku, począwszy od 10 samodzielnego rozpoznawczego pułku lotniczego (10 ORAP). Zadebiutował bojowo jesienią 1971 roku, kiedy cztery samoloty bez znaków rozpoznawczych przebazowano do Kairu w Egipcie, pilotowane przez radzieckich pilotów i obsługiwane przez radzieckich techników. Do 1972 roku przeprowadziły 13 lotów rozpoznawczych nad Izraelem, bez strat. Myśliwce przechwytujące weszły do użycia od kwietnia 1970 roku, początkowo w pułkach położonych w pobliżu zakładów w Gorkim. Używany był w ZSRR, Algierii, Bułgarii (4 samoloty; wycofany), Indiach, Iraku, Libii, Syrii, a w latach 1971-1975 w Egipcie.
Na samolocie E-266 oraz E-266M w latach 1965-1976 ustalono 25 rekordów świata, m.in. prędkości 2980 km/h i wznoszenia 25 000 m w 2,5 min. 31 sierpnia 1977 roku pilot doświadczalny Aleksandr Fiedotow wzniósł się zmodyfikowanym Mig-25 E-266M na wysokość 37 650 m (123 523,58 stóp).
6 września 1976 roku porucznik pilot Wiktor Bielenko zdezerterował ze Związku Socjalistycznych Republik Radzieckich, przelatując odrzutowcem MiG-25 z Czugujewki, gdzie stacjonował, na lotnisko w Hakodate. Po lądowaniu amerykańscy i japońscy inżynierowie rozmontowali samolot na części, aby uzyskać o nim możliwie najwięcej informacji (w takim stanie zwrócono go potem do Związku Radzieckiego). Bielenko ukradł też ściśle tajne dokumenty techniczne. Wymusiło to opracowanie zmodernizowanej wersji myśliwca MiG-25PD.
Wojska lotnicze Iraku wykorzystywały samoloty MiG-25 podczas pierwszej wojny w Zatoce Perskiej. 17 stycznia 1991 roku iracki myśliwiec tego typu strącił amerykański F/A-18C Hornet; pilot, komandor podporucznik Scott Speicher, zginął.

## Wersje
- E-266 – wersja rekordowa
- E-266M – ulepszona wersja rekordowa
- MiG-25P – przechwytujący (kod NATO Foxbat-A)
- MiG-25PD / PDS – przechwytujący (kod NATO Foxbat-D)
- MiG-25R / RBK / RB / RBS /RBW /RBT – rozpoznawczy i rozpoznawczo bombowy (kod NATO Foxbat-B)
- MiG-25PU / RU – wersja dwumiejscowa treningowa (kod NATO Foxbat-C)
- MiG-25BM- jednomiejscowy samolot w wersji przełamywania obrony powietrznej, uzbrojony w pociski powietrze-ziemia Ch-58 (przeciwradarowy) i Ch-31

## Wypadki
- 2 marca 1989 roku rozbił się samolot szkolny Mig-25RU. Zginęło dwóch pilotów radzieckich: kapitan Wiktor Grinik i porucznik Anatolij Zigolienko. Przy drodze Stary Otok – Oława postawiono pomnik, z którego do dziś pozostał tylko fundament[21].
- 11 listopada 2014 roku około godziny 18:30 podczas rutynowego lotu treningowego rozbił się myśliwiec MiG-25 algierskich wojsk lotniczych. Lot odbywał się nad centralnym poligonem lotniczym Hassi Bahbah. Do wypadku doszło w rejonie Zmalet El Emir Abdelkader w prowincji Tiaret, około 200 kilometrów na południe od Algieru. Pilot myśliwca zdołał się katapultować i przeżył[22].